# Фінал кубка СРСР з футболу 1971
30-й фінал кубка СРСР з футболу відбувся на Центральному стадіоні в Москві. У поєдинку 7 серпня була зафіксована нічия. За тогочасним регламентом був призначений додатковий матч. Наступного дня перемогу, з мінімальною перевагою, здобули московські «спартаківці».

## Претенденти
«Спартак» (Москва)
- Чемпіон СРСР (9): 1936 (o), 1938, 1939, 1952, 1953, 1956, 1958, 1962, 1969.
- Володар кубка СРСР (8): 1938, 1939, 1946, 1947, 1950, 1958, 1963, 1965.

СКА (Ростов-на-Дону)
- Віце-чемпіон (1): 1966
- Фіналіст кубка СРСР (1): 1969.

## Деталі
| 7 серпня 1971 |

| «Спартак» М             | 2 – 2 | СКА Р/Д                   |
| ----------------------- | ----- | ------------------------- |
| Хусаїнов 6' Логофет 90' | Звіт  | Кучинскас 3' Зінченко 68' |

| Центральний стадіон (Москва) Глядачів: 100 000 Арбітр: Мільченко (Сухумі) |

| СПАРТАК        |                    |     |
|                |                    |     |
| ВР             | Йонас Баужа        |     |
| ЗХ             | Геннадій Логофет   |     |
| ЗХ             | Сергій Ольшанський |     |
| ПЗ             | Віктор Боровиков   | 70' |
| ЗХ             | Микола Абрамов     |     |
| ПЗ             | Микола Кисельов    |     |
| НП             | Віталій Мірзоєв    |     |
| НП             | Галімзян Хусаїнов  |     |
| НП             | Микола Осянін      |     |
| ПЗ             | Віктор Папаєв      | 46' |
| НП             | Джемал Сілагадзе   |     |
| Заміни:        |                    |     |
| ПЗ             | Михайло Булгаков   | 46' |
| НП             | В'ячеслав Єгорович | 70' |
| Тренер:        |                    |     |
| Микита Симонян |                    |     |

| СКА        |                    |     |
|            |                    |     |
| ВР         | Лев Кудасов        |     |
| ЗХ         | Анатолій Могильний |     |
| ЗХ         | Віктор Гетьманов   |     |
| ЗХ         | Іван Матвієнко     |     |
| ЗХ         | Володимир Абрамов  |     |
| ЗХ         | Микола Іванов      |     |
| ПЗ         | Річардас Кучинскас |     |
| ПЗ         | Олексій Єськов     |     |
| НП         | Анзор Чіхладзе     |     |
| НП         | Віктор Бондаренко  | 60' |
| НП         | Анатолій Масляєв   | 73' |
| Заміни:    |                    |     |
| НП         | Анатолій Зінченко  | 60' |
| ЗХ         | Євген Александров  | 73' |
| Тренер:    |                    |     |
| Йожеф Беца |                    |     |

Додатковий матч
| 8 серпня 1971 |

| «Спартак» М  | 1 – 0 | СКА Р/Д |
| ------------ | ----- | ------- |
| Кисельов 55' | Звіт  |         |

| Центральний стадіон (Москва) Глядачів: 50 000 Арбітр: Мільченко (Сухумі) |

| СПАРТАК        |                    |     |
|                |                    |     |
| ВР             | Анзор Кавазашвілі  |     |
| ЗХ             | Геннадій Логофет   |     |
| ЗХ             | Сергій Ольшанський |     |
| ЗХ             | Євген Ловчєв       |     |
| НП             | Микола Осянін      |     |
| ПЗ             | Микола Кисельов    |     |
| НП             | Віталій Мірзоєв    |     |
| НП             | Галімзян Хусаїнов  |     |
| ПЗ             | Василь Калинов     |     |
| ПЗ             | Віктор Папаєв      |     |
| НП             | Джемал Сілагадзе   | 56' |
| Заміна:        |                    |     |
| НП             | В'ячеслав Єгорович | 56' |
| Тренер:        |                    |     |
| Микита Симонян |                    |     |

| СКА        |                    |     |
|            |                    |     |
| ВР         | Лев Кудасов        |     |
| ЗХ         | Анатолій Могильний |     |
| ЗХ         | Віктор Гетьманов   |     |
| ЗХ         | Іван Матвієнко     |     |
| ЗХ         | Володимир Абрамов  |     |
| ЗХ         | Микола Іванов      | 65' |
| ПЗ         | Річардас Кучинскас | 65' |
| ПЗ         | Геннадій Антонов   |     |
| НП         | Віктор Чуркін      |     |
| НП         | Анатолій Зінченко  |     |
| ЗХ         | Євген Александров  |     |
| Заміни:    |                    |     |
| ПЗ         | Олексій Єськов     | 65' |
| НП         | Анзор Чіхладзе     | 65' |
| Тренер:    |                    |     |
| Йожеф Беца |                    |     |